# Ucieczka z Alcatraz
Ucieczka z Alcatraz (tytuł oryginalny Escape from Alcatraz) – amerykański film fabularny z 1979 w reżyserii Dona Siegela, na podstawie książki J. Campbella Bruce'a.
Fabuła filmu oparta jest na autentycznej historii ucieczki więźniów, która miała miejsce 11 czerwca 1962. Oprócz Clinta Eastwooda w rolach głównych grają Jack Thibeau (jako Clarence Anglin) oraz Fred Ward (jako John Anglin).

## Opis fabuły

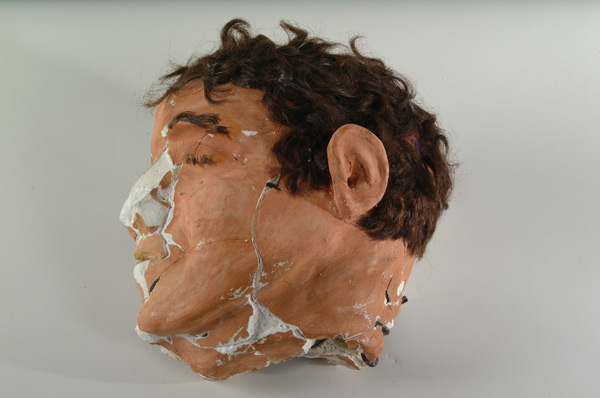
Jedna z oryginalnych fałszywych głów

Akcja filmu rozgrywa się w roku 1962. Film opowiada historię trzech więźniów, którzy ze szczegółami zaplanowali udaną ucieczkę z amerykańskiego więzienia Alcatraz, położonego w pobliżu San Francisco.
Frank Morris (Clint Eastwood), który wiele razy uciekał z innych więzień, zostaje przeniesiony do Alcatraz. Stamtąd również postanawia uciec. Razem z nim uciekają dwaj bracia Anglin, w swoich łóżkach pozostawiając fałszywe głowy i upozorowane ciała śpiących więźniów.

## Obsada
- Clint Eastwood jako Frank Morris

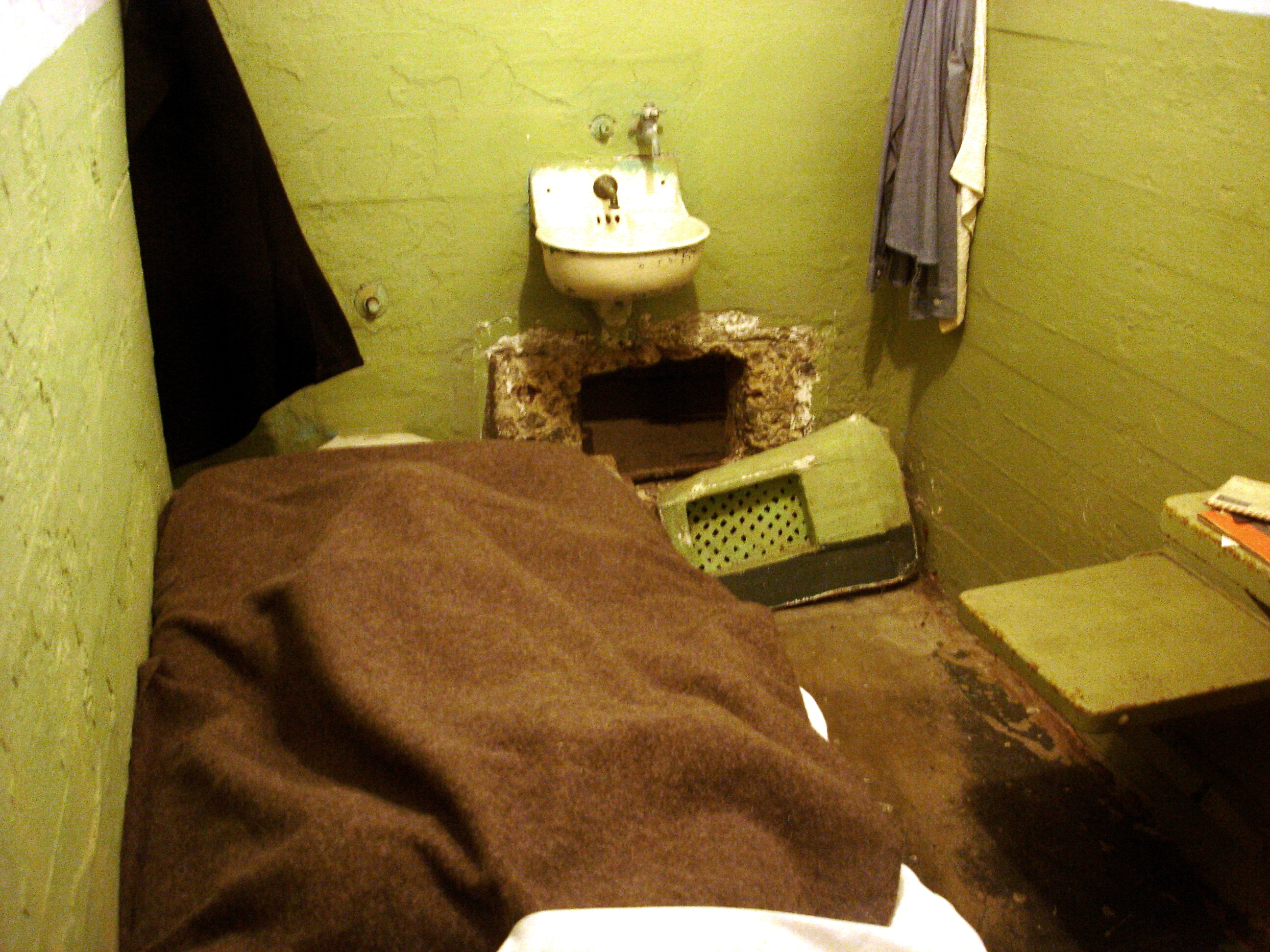
Cela z wydłubanym w ścianie otworem, przez który nastąpiła ucieczka

- Roberts Blossom jako Chester 'Doc' Dalton
- Patrick McGoohan jako naczelnik więzienia
- Jack Thibeau jako Clarence Anglin
- Fred Ward jako John Anglin
- Larry Hankin jako Charley Butts
- Bruce M. Fischer jako Wolf
- Fred Stuthman jako Johnson
- Frank Ronzio jako Litmus
- David Cryer jako Wagner
- Madison Arnold jako Zimmerman
- Danny Glover jako więzień